# タトラT6A2
T6A2は、かつてチェコスロバキア（現：チェコ）のプラハに存在したČKDタトラが製造した路面電車車両（タトラカー）。付随車のB6A2と共に、東ドイツを始めとする東側諸国に導入された。

## 概要・運用
ČKDタトラ製の路面電車車両（タトラカー）の中で、消費電力を抑えたサイリスタチョッパ制御方式を採用し、車体も製造費や維持費の削減、車体洗浄の容易さを図るため直線状のデザインとなった車種であるタトラT6のうち、東ドイツ（→ドイツ）向けに開発された車種。それまで同国向けに大量生産が実施されていたT4やKT4に代わる標準型車両として開発された。東ドイツ各地の路面電車の車両限界に合わせて他のタトラT6（T6A5、T6B5）と比べて車幅が2.2 m級と狭くなっているのが特徴で、片運転台の電動車のT6A2に加え、増結用の付随車であるB6A2も製造されている。
1985年に試作車（T6A2D：2両、B6A2D：1両）が製造され、ドレスデンで試験が実施された後、1988年から東ドイツ（→ドイツ）を始めとする各国へ向けて以下の車種が量産された。T6A2（電動車）の単独運用に加え、別のT6A2やB6A2を始めとする付随車を後方に連結した2 - 3両編成による運転も実施されている。
- T6A2D・B6A2D - 東ドイツ（→ドイツ）向けに設計された車種。当初は大量生産が想定されていたが、東側諸国の相次ぐ民主化やドイツ再統一、ソビエト連邦の崩壊などの社会の変動により1991年で生産は終了し、最終的な製造数は試作車を含めてT6A2Dが186両、B6A2Dは92両に留まった[2][3][7][8]。
- T6A2B - ブルガリアの首都・ソフィアを走るソフィア市電向けに製造された車種。1991年に40両、1999年に17両が導入された[2]。
- T6A2H - 老朽化したハンガリーの国産路面電車車両の置き換え用として1997年から1998年にかけて製造された車種。セゲド市電へ向けて13両が作られた[2][5]。

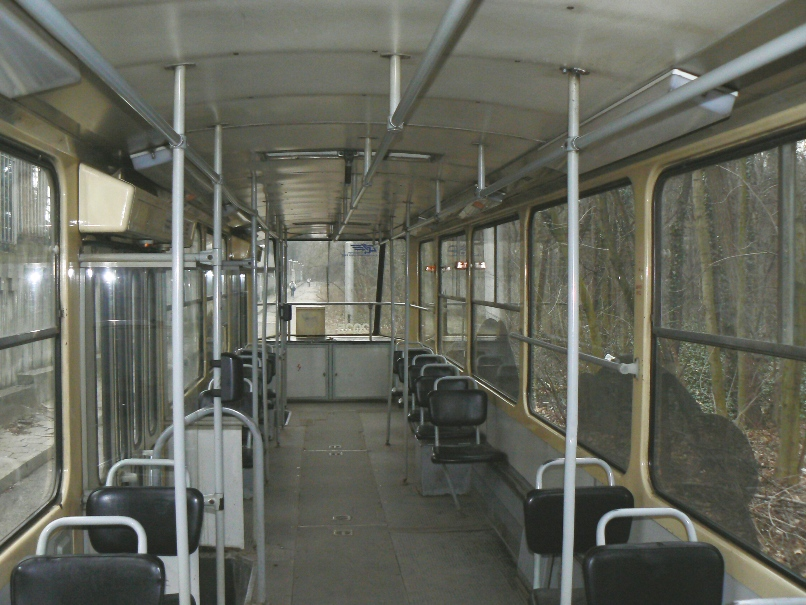
車内（T6A2B、ソフィア）
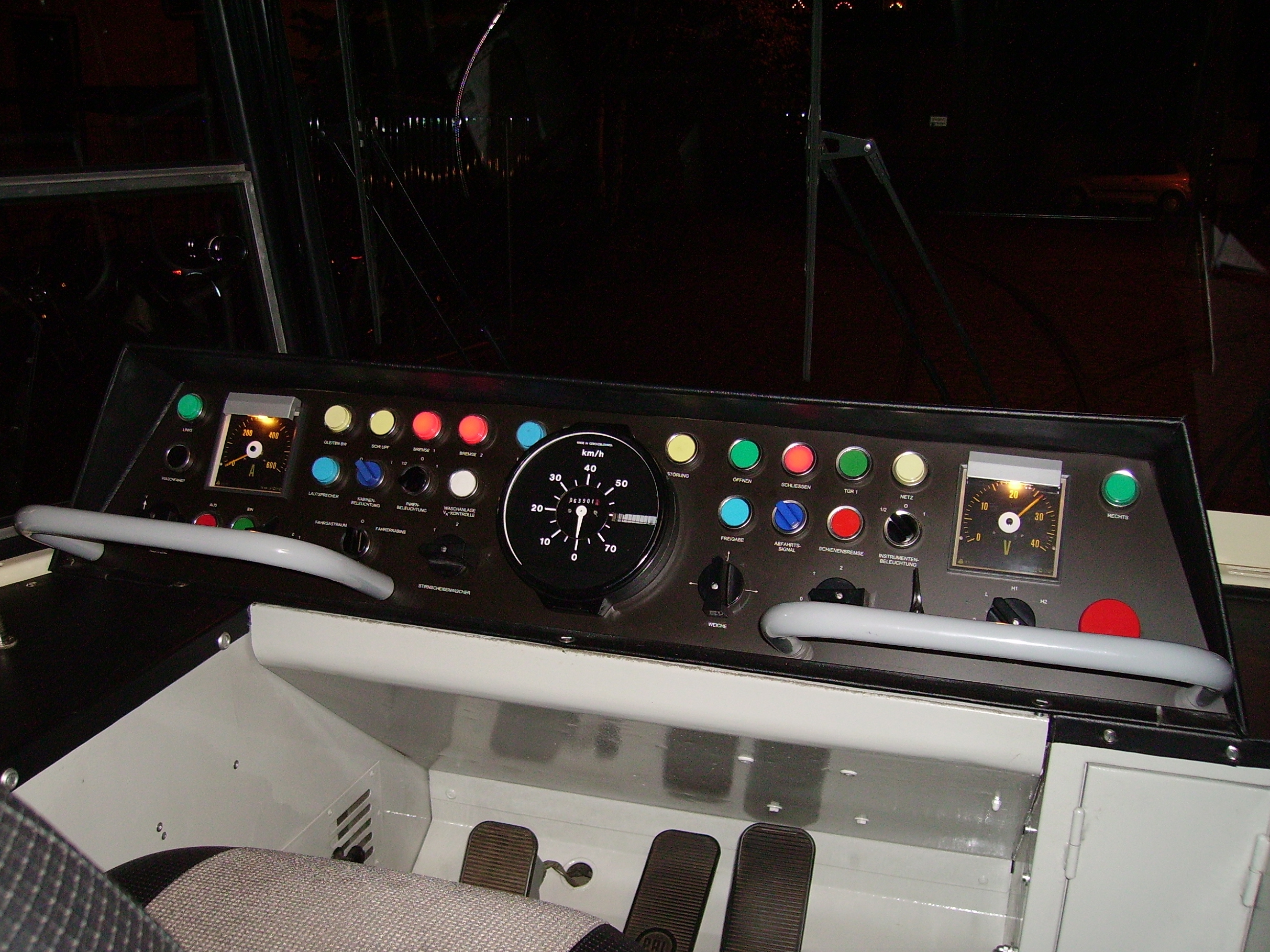
運転台（T6A2D、ドレスデン）
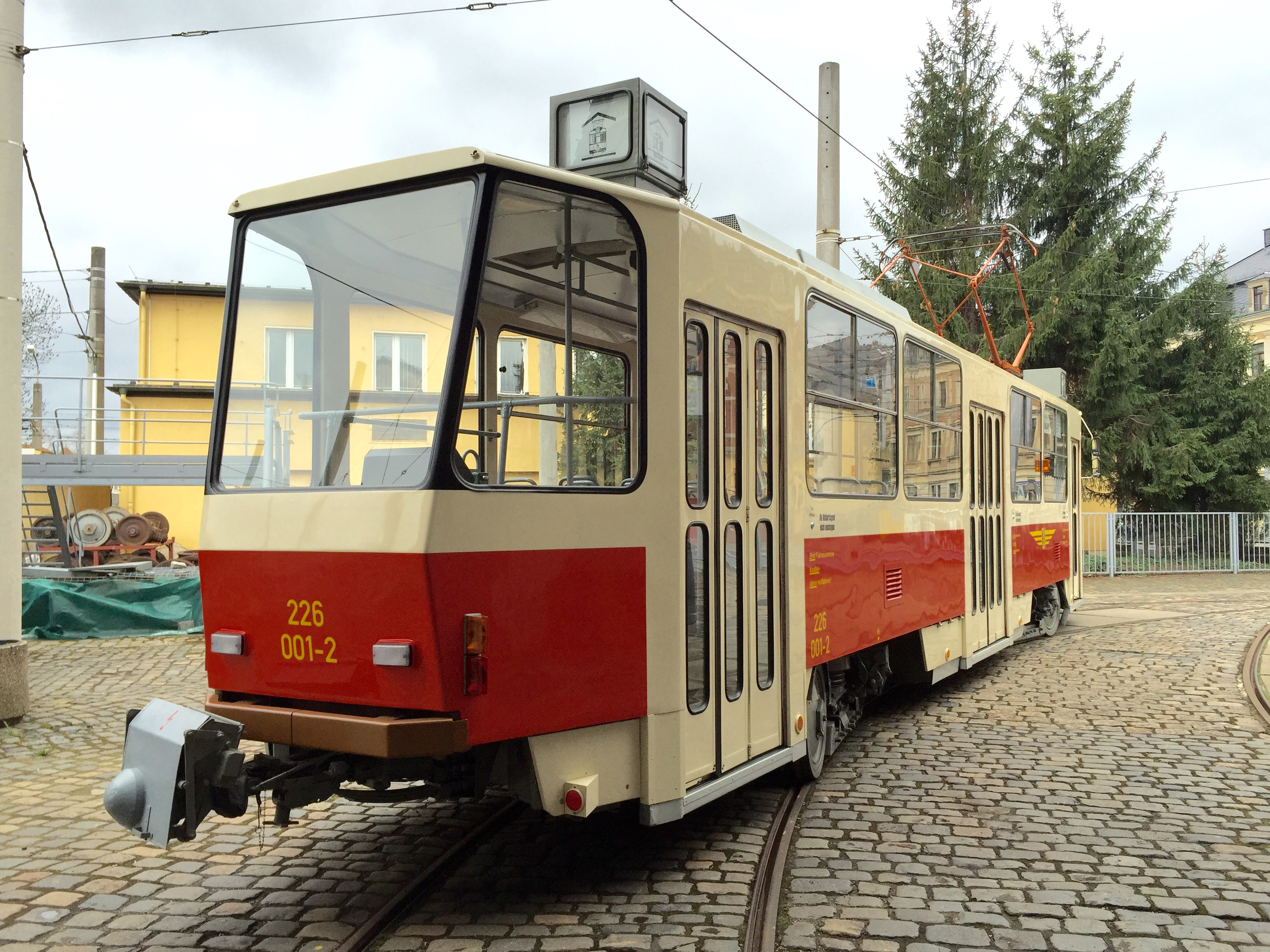
T6A2の後方には運転台がない（T6A2D、ドレスデン）

## 導入都市
T6A2およびB6A2が導入された都市は以下の通りである。国名や都市名の一部には略称を含む。
| T6A2・B6A2 導入都市一覧 | T6A2・B6A2 導入都市一覧 | T6A2・B6A2 導入都市一覧                                                 | T6A2・B6A2 導入都市一覧 | T6A2・B6A2 導入都市一覧                          |
| 形式                    | 導入国                  | 都市                                                                    | 導入車両数              | 備考                                             |
| ----------------------- | ----------------------- | ----------------------------------------------------------------------- | ----------------------- | ------------------------------------------------ |
| T6A2D                   | 東ドイツ (現：ドイツ)   | ベルリン (ベルリン市電)                                                 | 118両                   | 後年にT6A2Mへと改造                              |
| T6A2D                   | 東ドイツ (現：ドイツ)   | ライプツィヒ (ライプツィヒ市電)                                         | 28両                    | [ 8 ]                                            |
| T6A2D                   | 東ドイツ (現：ドイツ)   | ロストック (ロストック市電) 「タトラT6A2 (ロストック市電)」も参照       | 24両                    | 後年にT6A2Mへと改造                              |
| T6A2D                   | 東ドイツ (現：ドイツ)   | マクデブルク (マクデブルク市電) 「タトラT6A2 (マクデブルク市電)」も参照 | 6両                     | 後年にT6A2Mへと改造                              |
| T6A2D                   | 東ドイツ (現：ドイツ)   | シュヴェリーン (シュヴェリーン市電)                                     | 6両                     | 1989年に導入されるも翌1990年にマクデブルクへ移籍 |
| T6A2D                   | 東ドイツ (現：ドイツ)   | ドレスデン (ドレスデン市電)                                             | 4両                     | 2両は試作車                                      |
| B6A2D                   | 東ドイツ (現：ドイツ)   | ベルリン (ベルリン市電)                                                 | 64両                    |                                                  |
| B6A2D                   | 東ドイツ (現：ドイツ)   | ライプツィヒ (ライプツィヒ市電)                                         | 14両                    | [ 8 ]                                            |
| B6A2D                   | 東ドイツ (現：ドイツ)   | ロストック (ロストック市電) 「タトラT6A2 (ロストック市電)」も参照       | 6両                     | [ 9 ]                                            |
| B6A2D                   | 東ドイツ (現：ドイツ)   | マクデブルク (マクデブルク市電) 「タトラT6A2 (マクデブルク市電)」も参照 | 3両                     | [ 10 ]                                           |
| B6A2D                   | 東ドイツ (現：ドイツ)   | シュヴェリーン (シュヴェリーン市電)                                     | 3両                     | 1989年に導入されるも翌1990年にマクデブルクへ移籍 |
| B6A2D                   | 東ドイツ (現：ドイツ)   | ドレスデン (ドレスデン市電)                                             | 2両                     | 1両は試作車                                      |
| T6A2B                   | ブルガリア              | ソフィア (ソフィア市電)                                                 | 57両                    |                                                  |
| T6A2H                   | ハンガリー              | セゲド (セゲド市電)                                                     | 13両                    |                                                  |

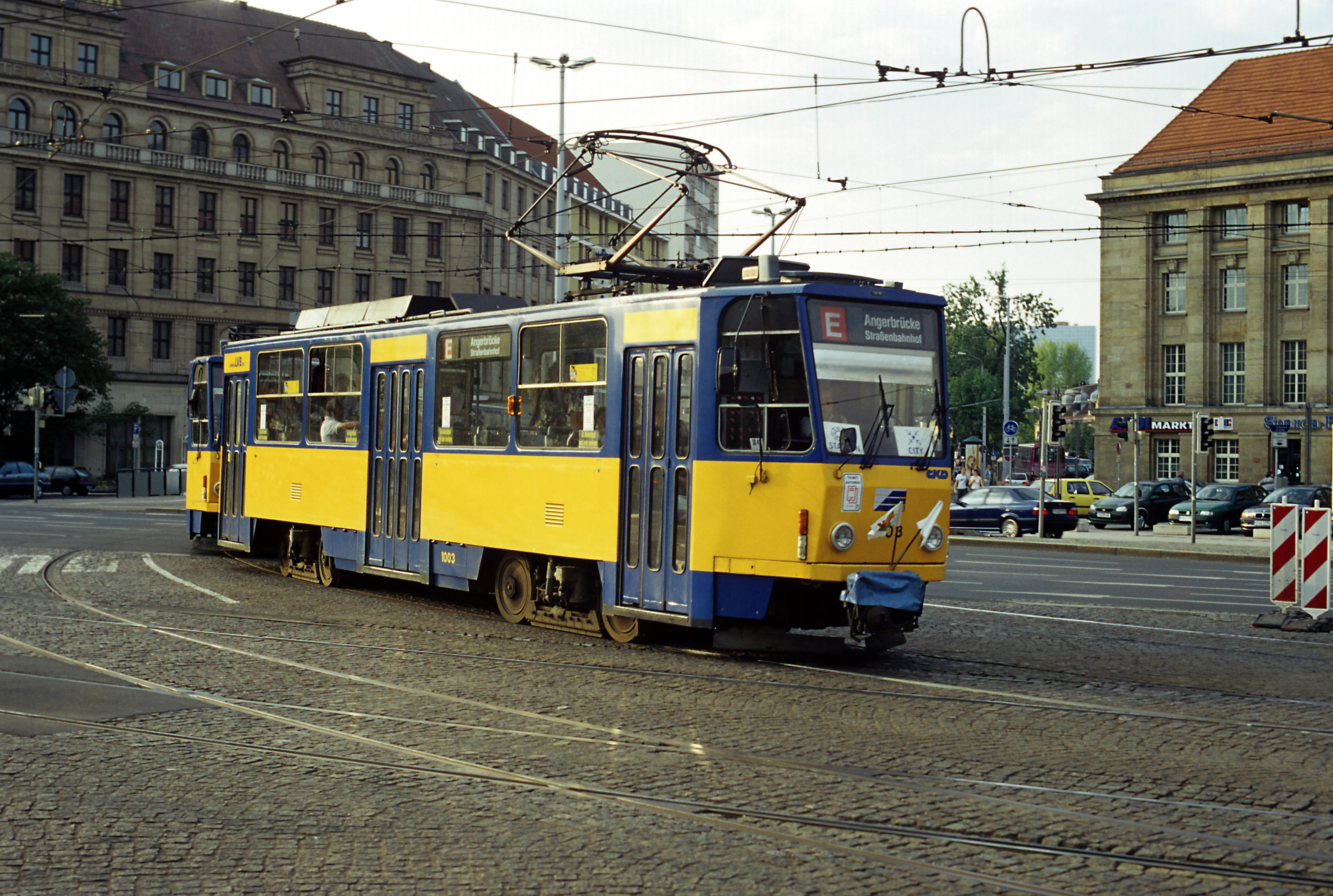
T6A2D（ライプツィヒ）
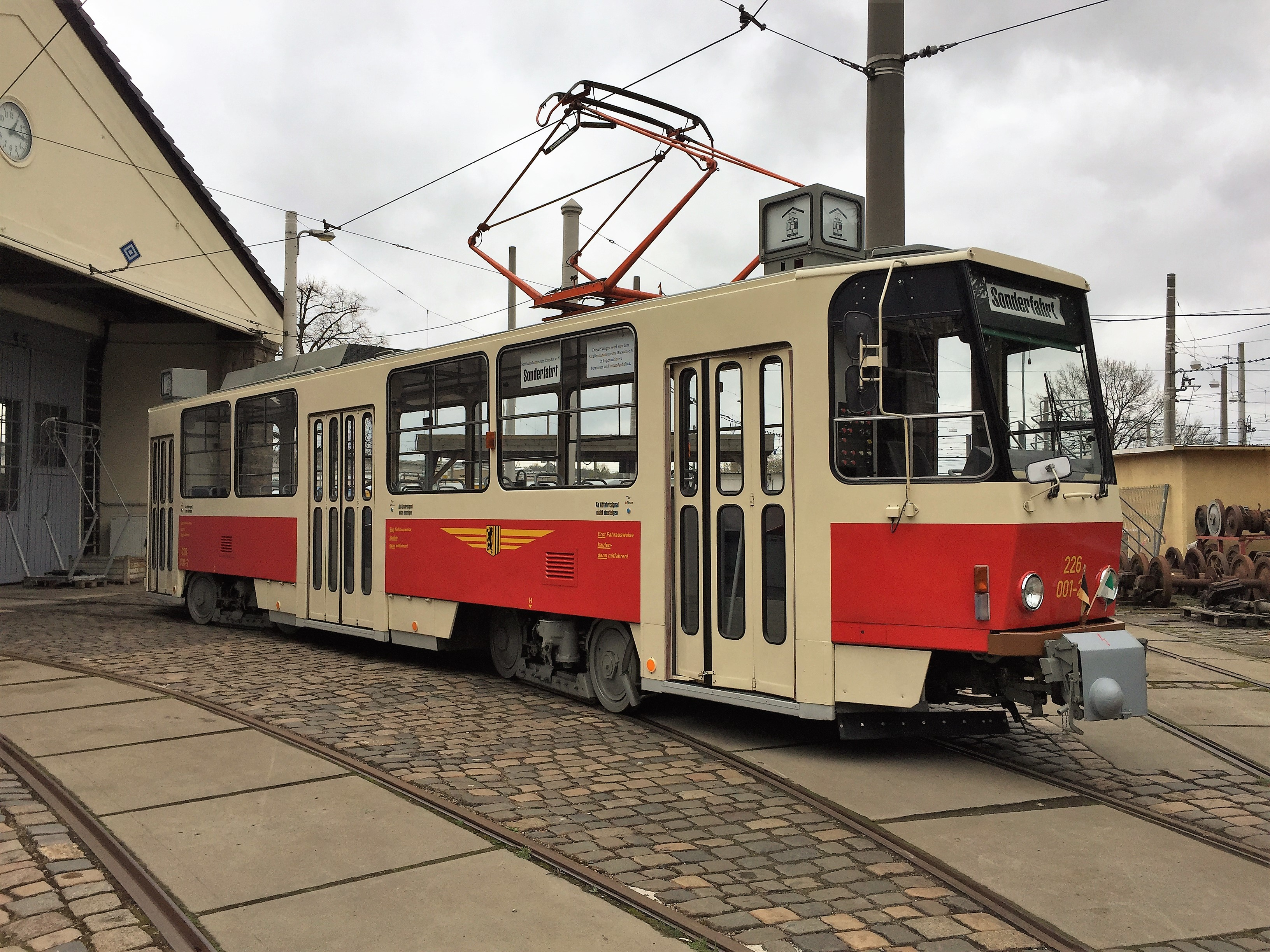
T6A2D（ドレスデン）
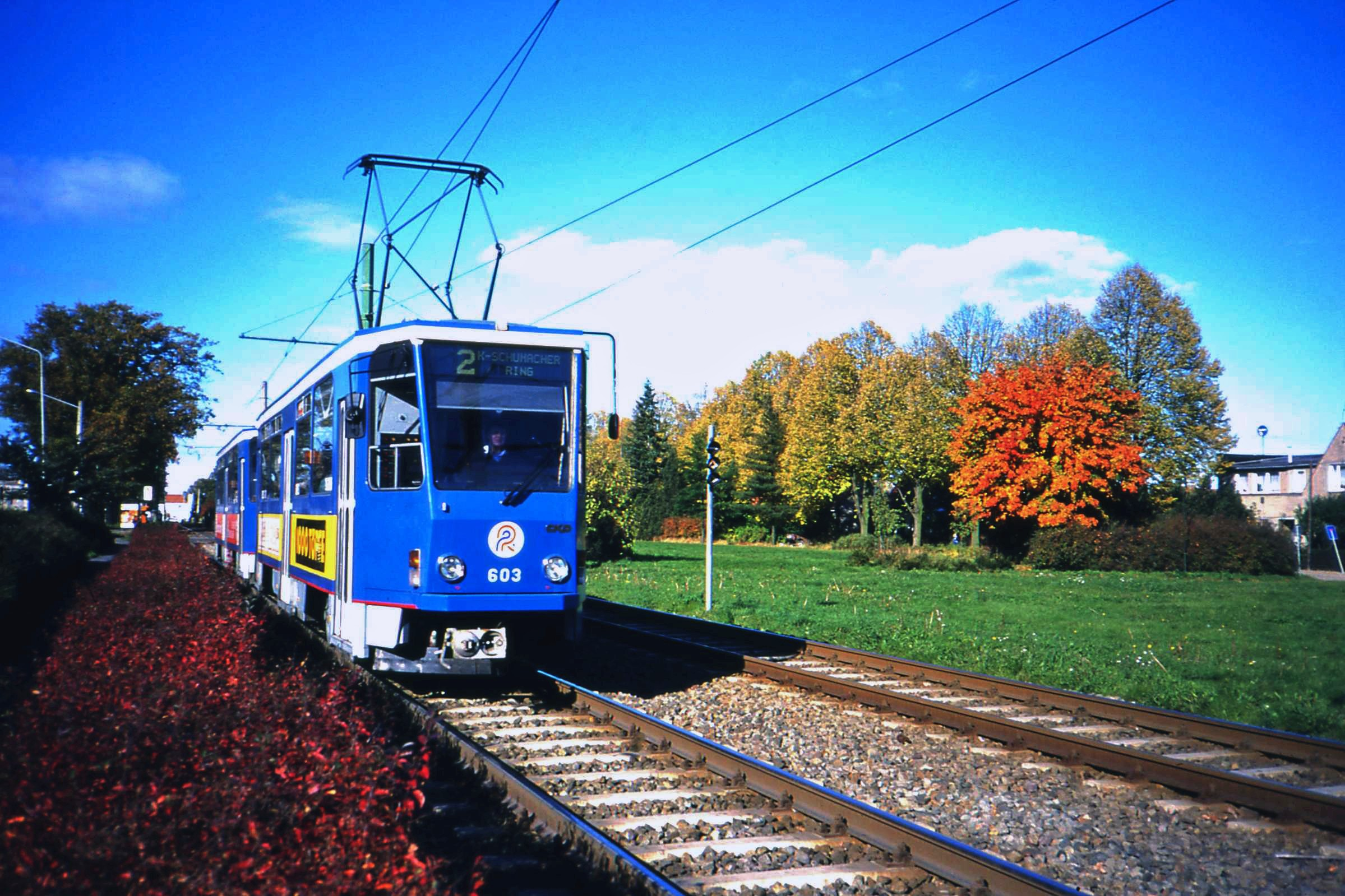
T6A2D（ロストック）
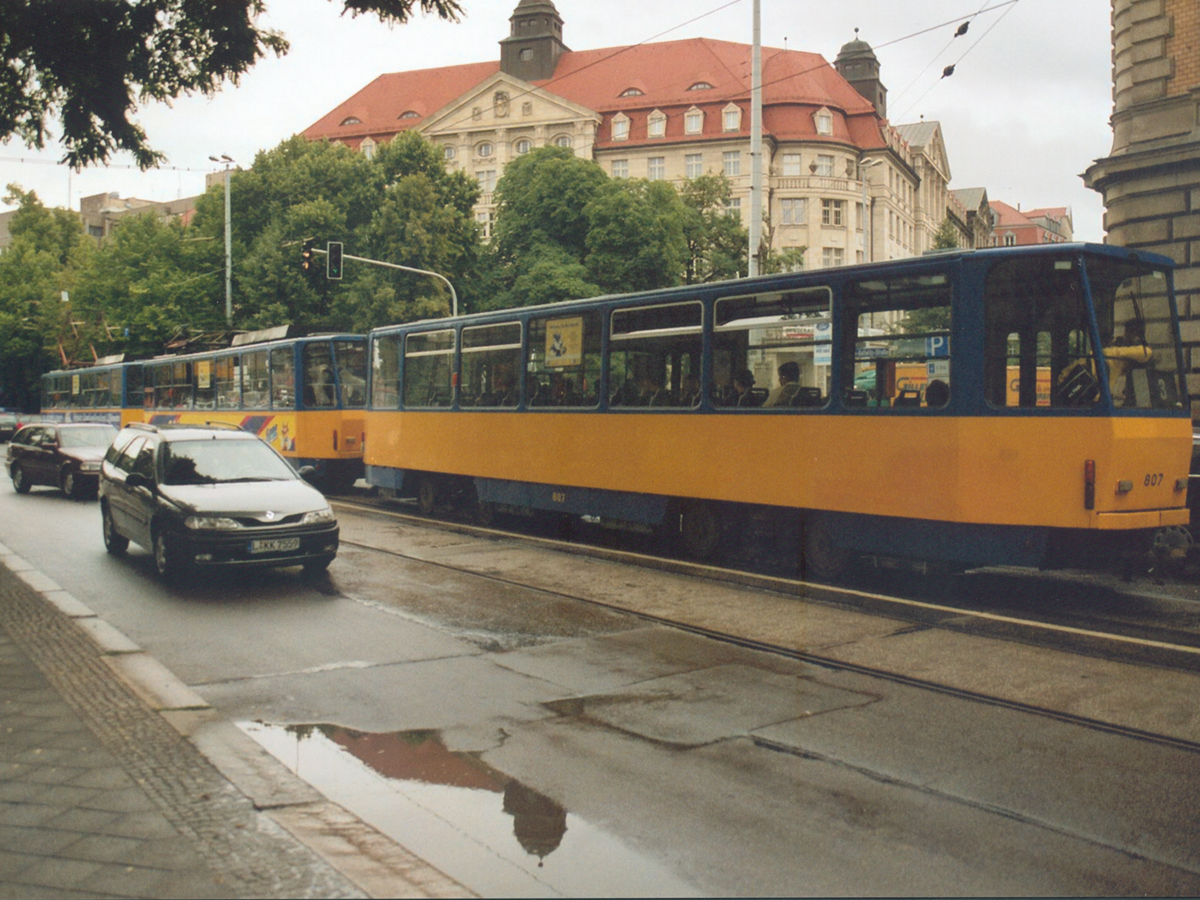
B6A2D（ライプツィヒ）
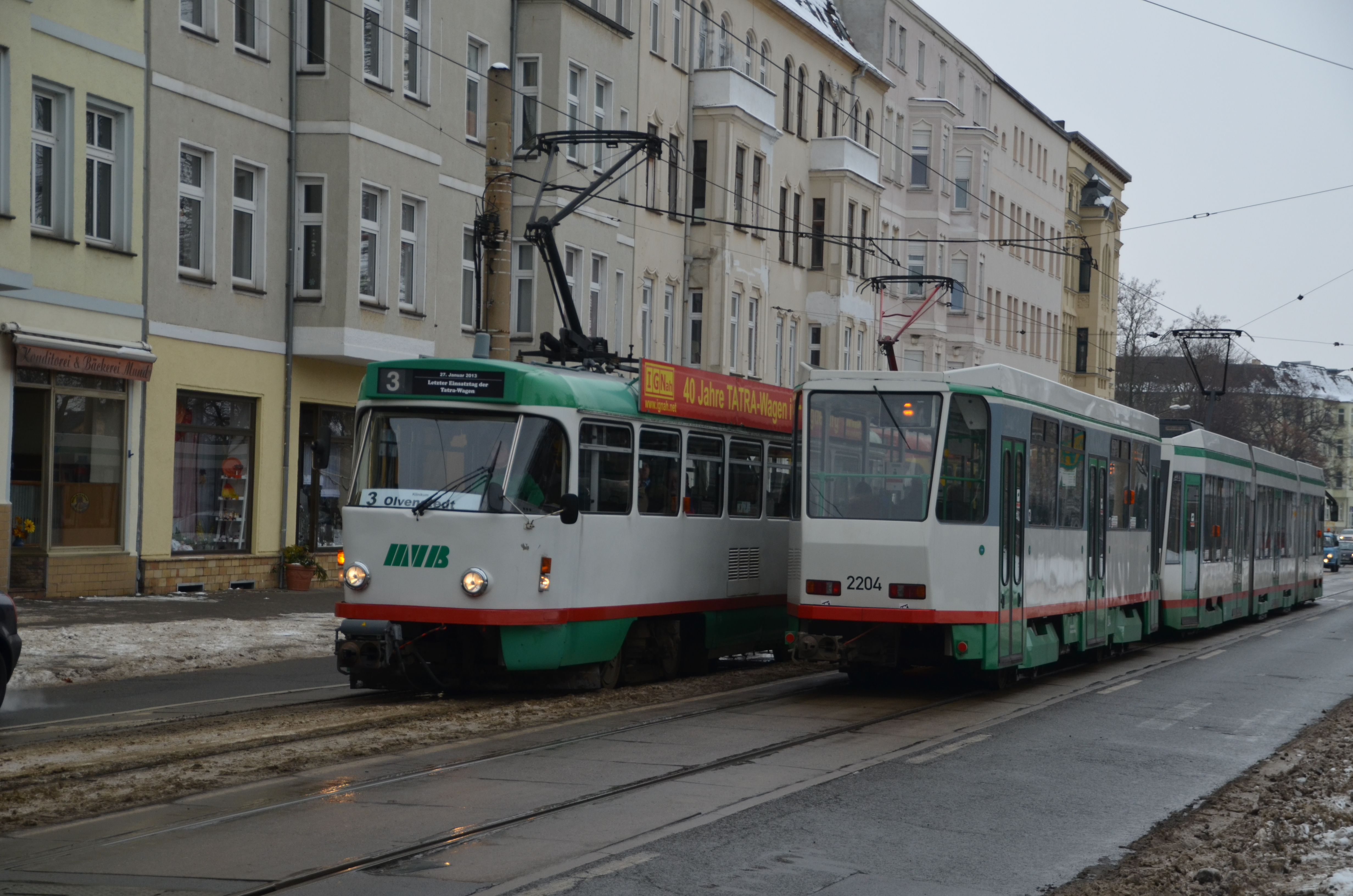
B6A2D（右、マクデブルク）
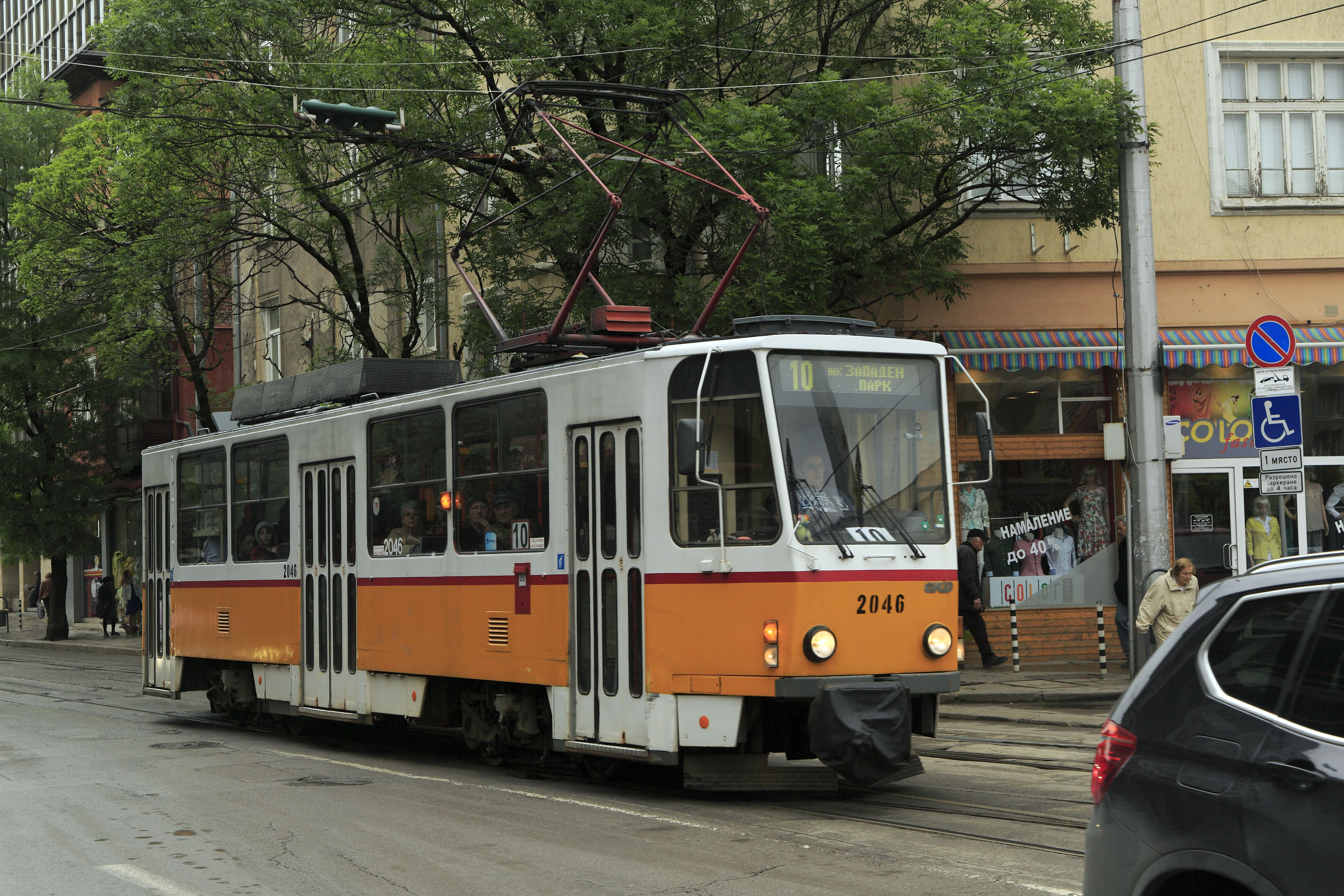
T6A2B（ソフィア）
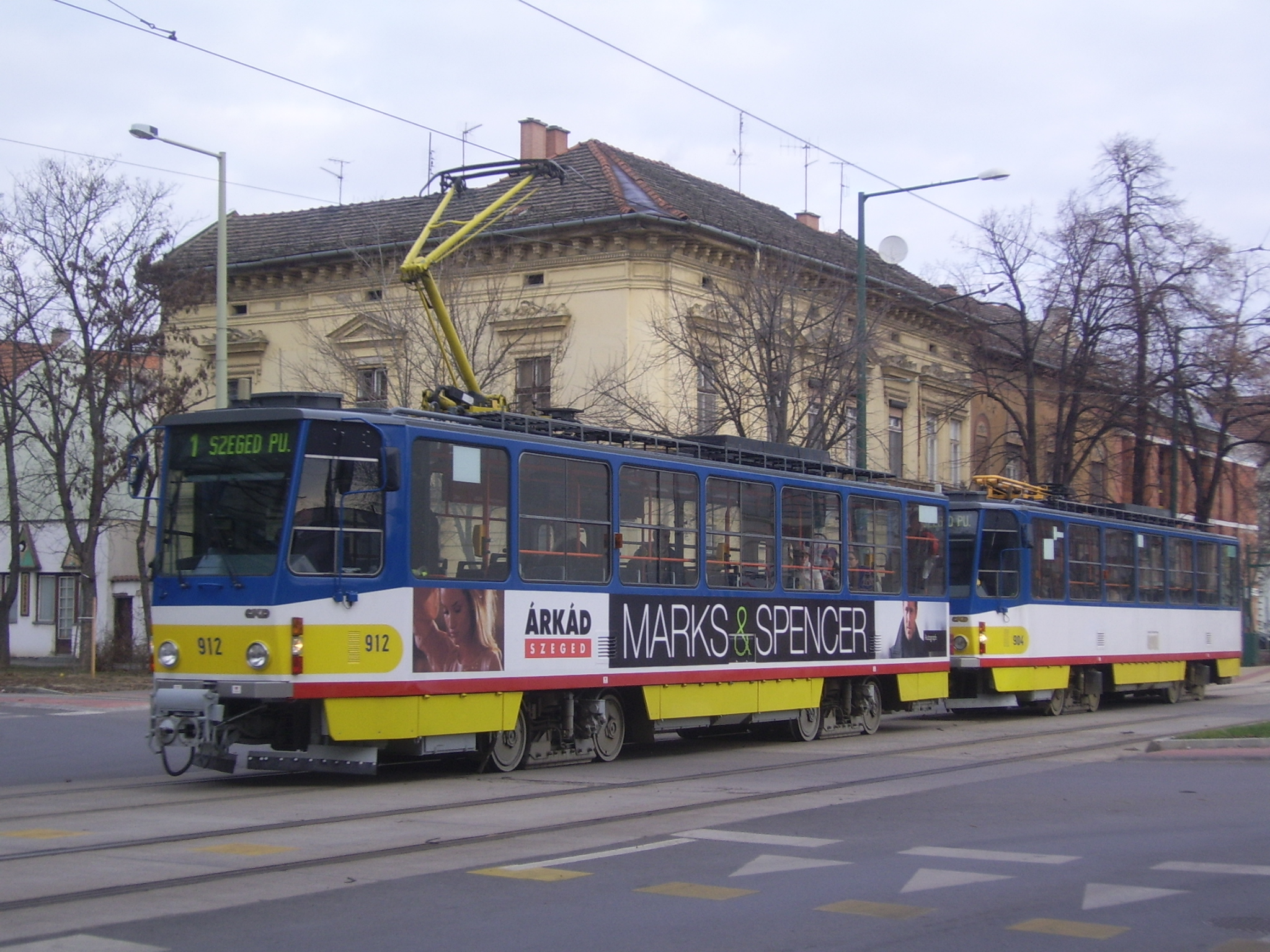
T6A2H（セゲド）

## 改造
- T6A2M - ベルリン市電やロストック市電、マクデブルク市電に導入されたT6A2は1989年以降車体や機器の更新工事が実施され、「T6A2M」と形式が改められている[3][7][10][13]。
- B6A2D-M - ロストック市電に導入された6両のB6A2D（付随車）は超低床付随車の導入に伴い2005年に営業運転から撤退したが、その後系統の再編に伴う輸送力増強が必要となったハンガリーのセゲド市電に譲渡され、電動車の"B6A2D-M"に改造された。付随台車の2基の主電動機を搭載した動力台車への交換、シングルアーム式パンタグラフの設置などの工事が実施され、制御装置にIGBT素子を用いる他、回生ブレーキを搭載する事で電力消費量が抑えられている。また車体の改修工事も併せて実施され、車内・車外にはドットマトリックスを用いた案内表示装置が設置されている。営業時にはT6A2Hの後方に連結されるが、簡易運転台が設置されているため車庫では単独の走行も可能である[7][14]。

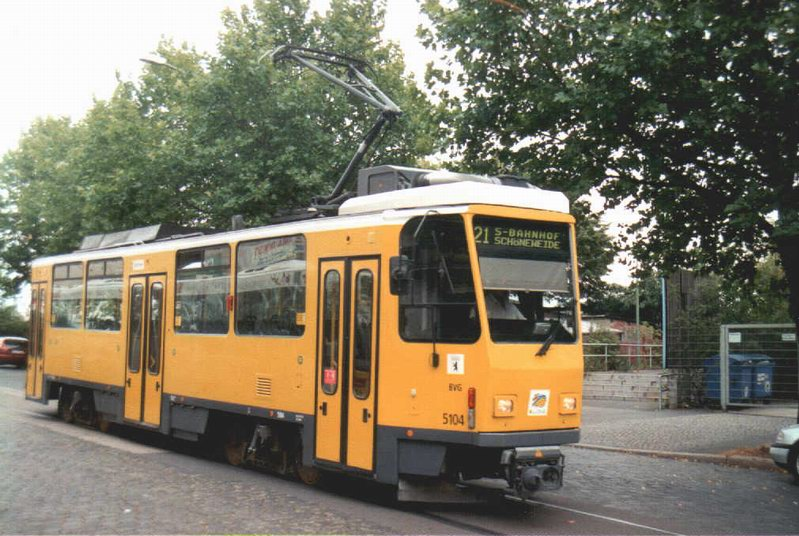
T6A2M（ベルリン）
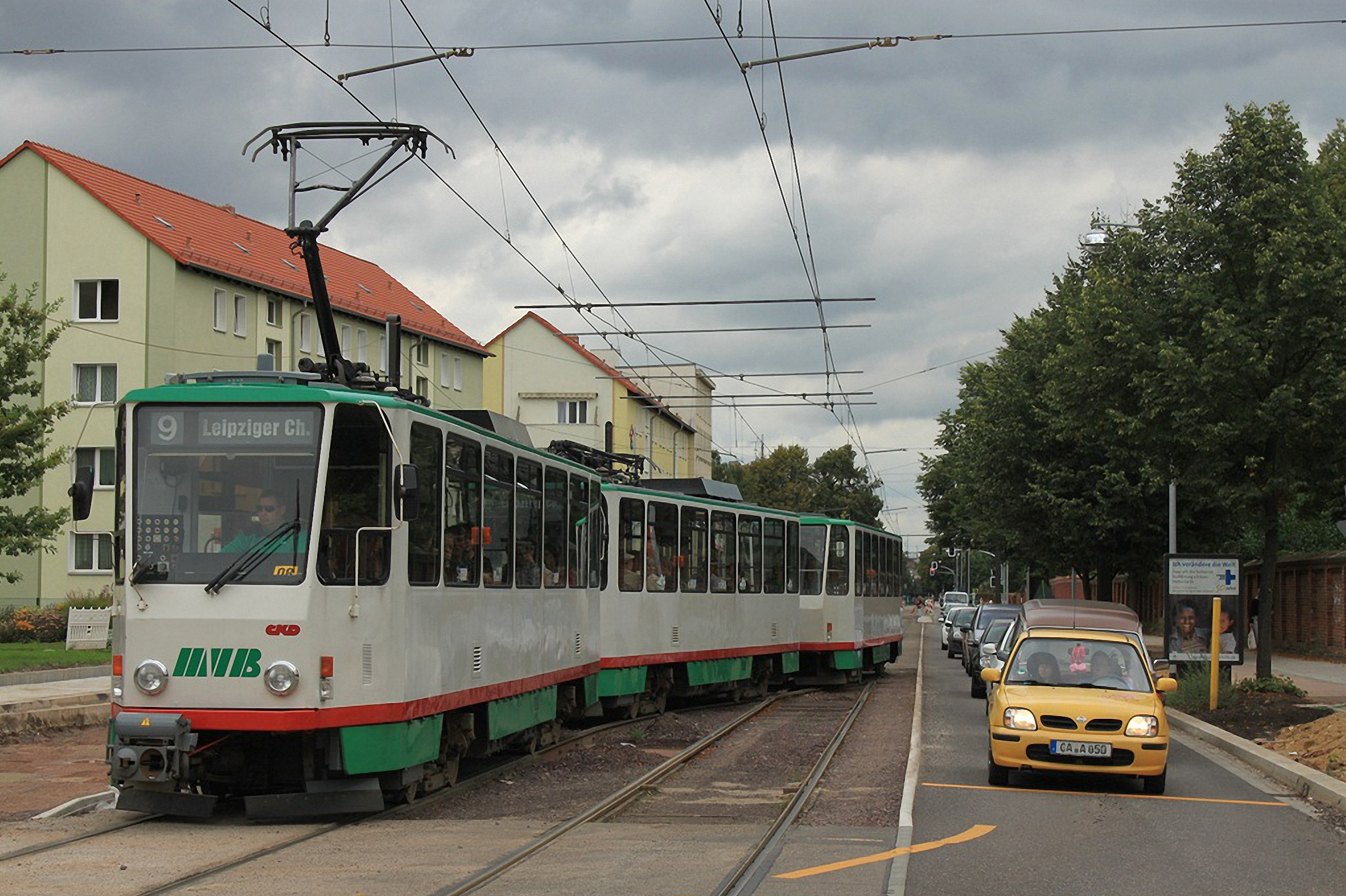
T6A2M（マクデブルク）
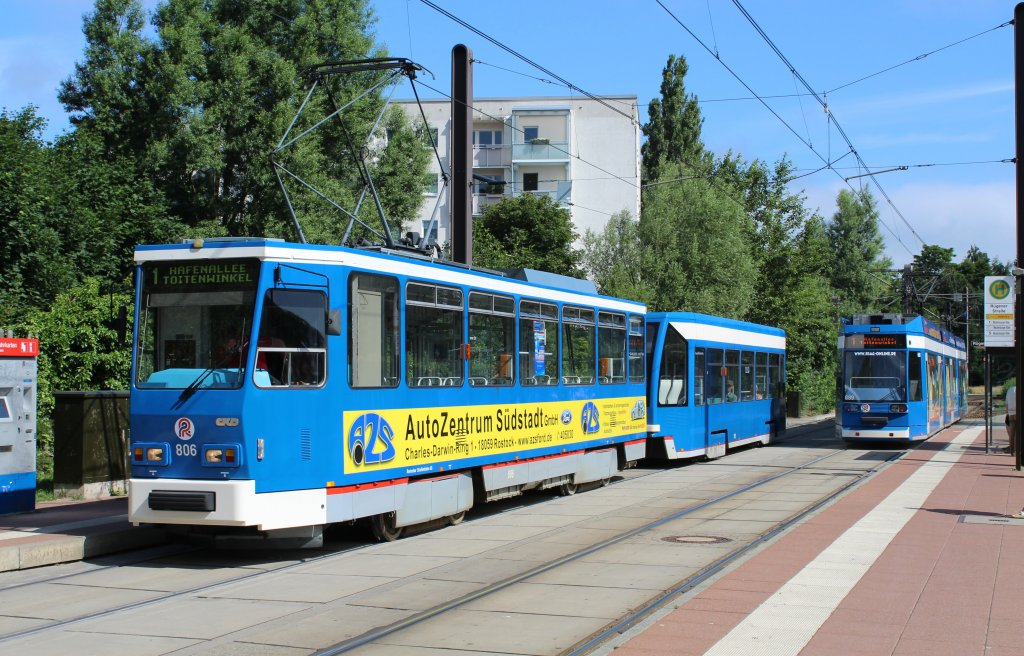
T6A2M（ロストック）

## 廃車・譲渡
制御装置を始めとする主要機器の老朽化に加え、低床化改造が困難な構造であった事から、2000年代以降ドイツ（←東ドイツ）各都市で超低床電車導入に伴うT6A2・B6A2の廃車が進んでおり、ドレスデン（ドレスデン市電）からは2000年、ベルリン（ベルリン市電）からは2007年、ライプツィヒ（ライプツィヒ市電）からは2011年、ロストック（ロストック市電）からは2015年までに引退した。ドイツ国内で最後まで使用されていたマクデブルク（マクデブルク市電）でも引退が予定されており、T6A2は2024年、超低床電車と連結して使用されているB6A2も将来的な廃車が決定している。その一方で輸送力の増強が課題となっていた他都市への譲渡も実施されており、前述した旧ロストック市電のB6A2Dに加え、ベルリン市電から撤退した車両の一部がポーランドのシュチェチン市電やウクライナのドニプロ市電、スウェーデンのノーショーピング市電へ譲渡されている。

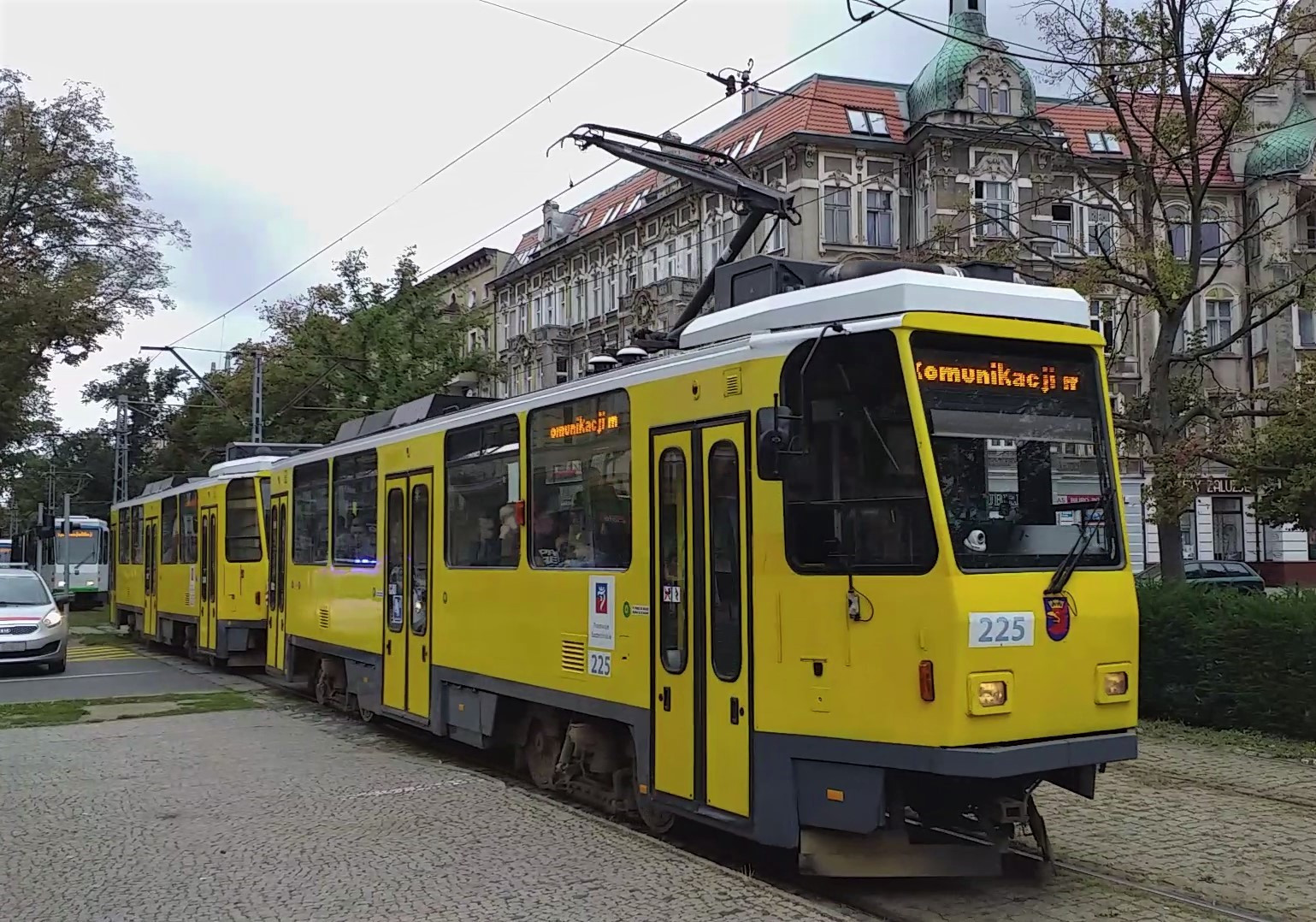
T6A2M（ポーランド・シュチェチン）
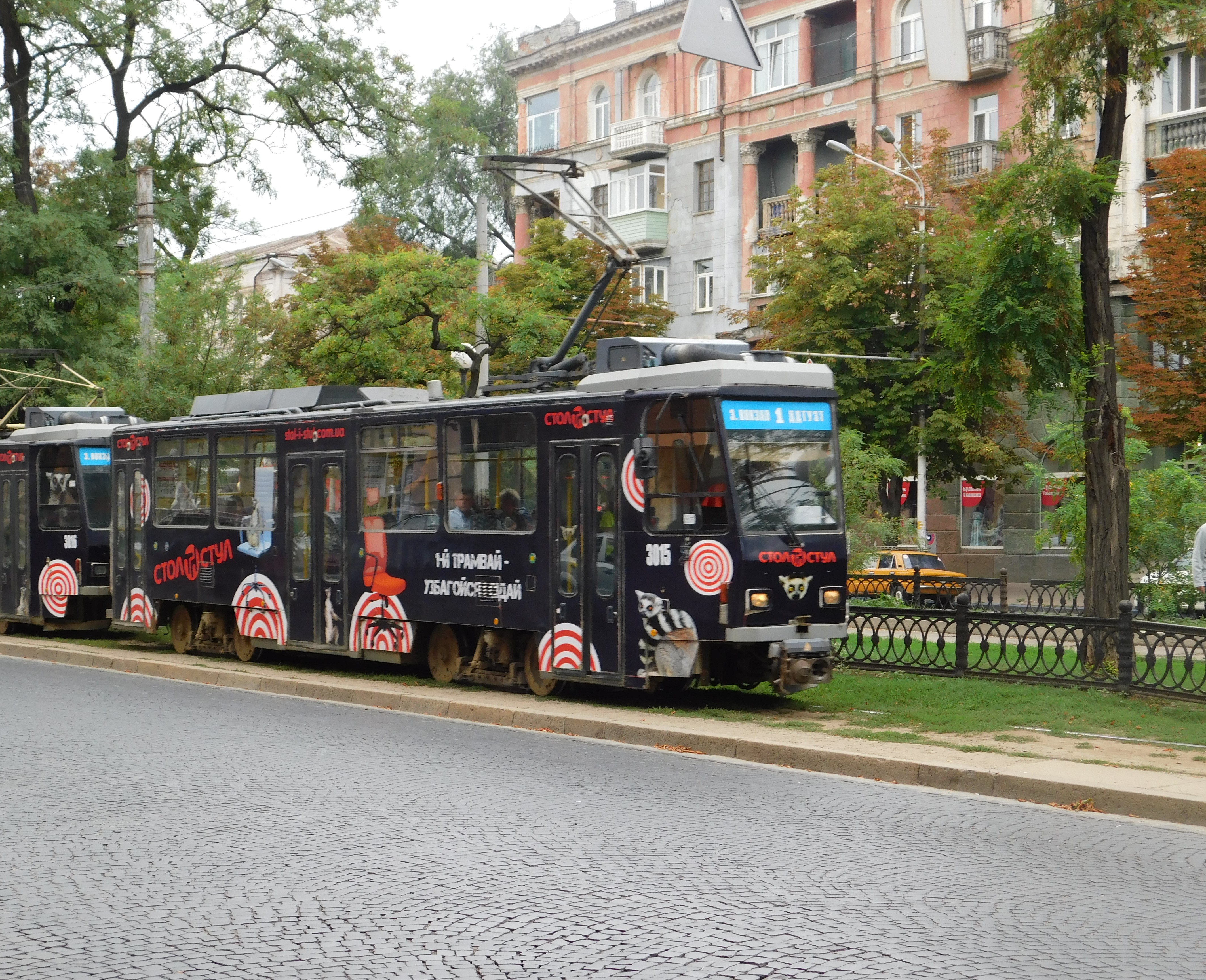
T6A2M（ウクライナ・ドニプロ）

## 関連形式

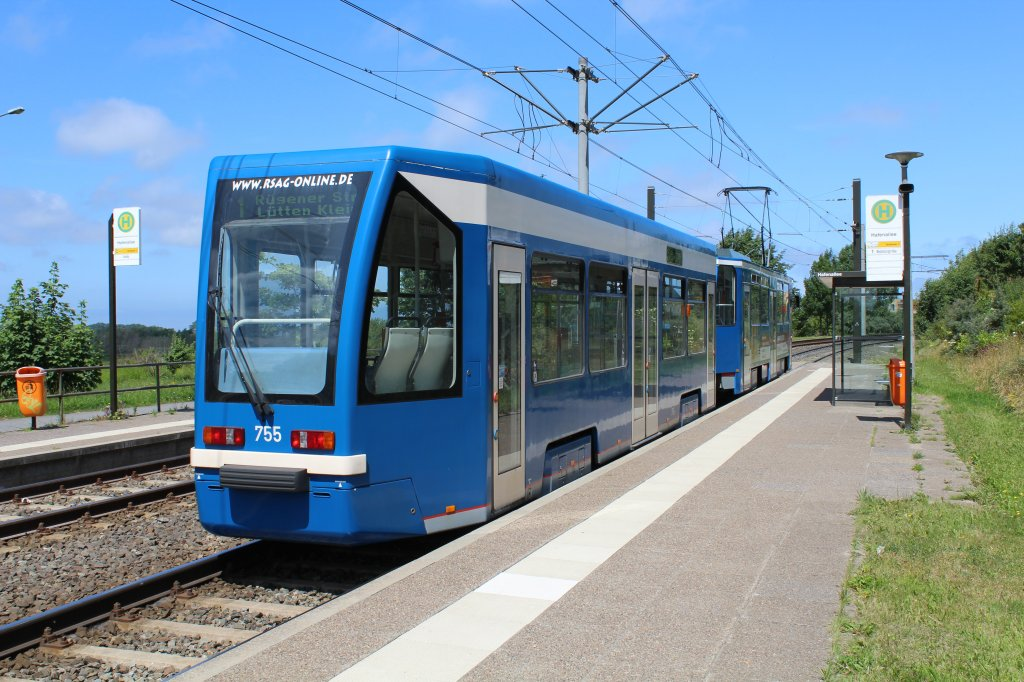
4NBWE形（ロストック）

- ロストック市電4NBWE形電車 - 車内が低床構造になっている付随車。ロストック市電が所有していたT6A2の後方に連結する形で運用された[20][21]。

## 参考資料
- Harry Hondius (2002-5/6). “Rozwój tramwajów i kolejek miejskich (1)”. TTS Technika Transportu Szynowego (Instytut Naukowo-Wydawniczy „SPATIUM” sp. z o.o):  37-54 2020年1月28日閲覧。.

- 鹿島雅美「ドイツの路面電車全都市を巡る 16」『鉄道ファン』第47巻第3号、交友社、2007年3月1日、132-137頁。